# Constante de désintégration
La constante de désintégration (ou constante radioactive) d'un radioisotope est le rapport entre l'activité d'un échantillon et le nombre d'atomes du radioisotope présents dans l'échantillon :
{\displaystyle \lambda ={\frac {A}{N}}}.
Ce rapport est caractéristique de chaque radioisotope, et ne dépend en général d'aucun autre paramètre (composition chimique, état physique, température, pression, etc.) sauf marginalement dans certains cas. L'activité A étant le nombre de désintégrations par unité de temps et N le nombre d'atomes, la constante de désintégration se mesure en inverse d'unité de temps, très généralement en s–1.

## Interprétation probabiliste
La probabilité qu'un noyau radioactif se désintègre ne dépend de rien d'autre que du temps qui passe. La probabilité dP pour qu'un noyau présent à l'instant t ait disparu à l'instant t + dt, où dt désigne une durée infinitésimale, est proportionnelle à dt. La constante de désintégration n'est autre que la constante de proportionnalité :
{\displaystyle \mathrm {d} P=\lambda \,\mathrm {d} t}.
Le nombre N de noyaux présents dans un échantillon macroscopique étant toujours extrêmement grand, le nombre de ces noyaux qui disparaissent pendant la durée dt est égal à N dP, or c'est aussi A dt d'après la définition de l'activité : on retrouve la relation A = λ N.

## Variabilité de la constante de désintégration
En première approximation, la constante de désintégration est une constante propre à l'isotope ; c'est d'ailleurs en observant ce fait qu'Henri Becquerel a compris que la radioactivité était un phénomène atomique et non pas chimique. Il existe cependant des phénomènes affectant légèrement la valeur de la constante.

### Sous l'effet de la composition chimique

#### Exemples
- Le béryllium 7 est radioactif ; la variation relative de sa constante de désintégration selon qu'il est seul ou lié dans une molécule de F2Be est de l'ordre de 0,1 %[1]. Cela est dû au fait que le fluor, très électronégatif attire les électrons superficiels du béryllium et modifie ainsi grandement le champ électrique au sein du noyau[1].

### Sous l'effet de la pression
La constante radioactive varie faiblement mais approximativement linéairement avec la pression. Ainsi à une pression de 108 Pa la variation relative de la constante radioactive du béryllium 7 est environ de 0,0022 %[Quoi ?]. Ce phénomène a été utilisé pour estimer des pressions élevées.

### Autres
- Un atome entièrement ionisé peut voir sa constante de désintégration fortement modifiée, l'ionisation pouvant favoriser des modes de désintégration[3]. Par exemple la demi-vie du rhénium 187 entièrement ionisé est de (32,9 ± 2,0) ans[4] contre 41 milliards d'années pour l'atome neutre, et celle du dysprosium 163 entièrement ionisé de 47+5
 −4 jours alors que l'atome neutre est observé stable[5].
- Un neutron présent dans un noyau atomique peut être beaucoup plus stable qu'un neutron libre, lequel est radioactif avec une demi-vie d'une quinzaine de minutes.

## Relation avec la période radioactive
L'activité étant définie par {\displaystyle A=-\mathrm {d} N/\mathrm {d} t} où t désigne le temps, la constante de désintégration vérifie la relation {\displaystyle \mathrm {d} N/\mathrm {d} t=-\lambda \,N}, d'où l'on déduit la loi de décroissance radioactive {\displaystyle N=N_{0}\,e^{-\lambda t}} où N0 désigne le nombre d'atomes initialement présents (c.-à-d., présents à l'instant t = 0). D'après la définition de la période radioactive (ou demi-vie) T, temps au bout duquel {\displaystyle N=N_{0}/2}, on voit que :
{\displaystyle \lambda ={\frac {\ln 2}{T}}}.
Dans cette formule le numérateur est une constante mathématique valant environ 0,693147 (sans dimension).

## Cas particulier des isotopes ayant plusieurs modes de désintégration
Certains isotopes font concurremment l'objet de plusieurs (deux, le plus souvent) modes de désintégration radioactive différents. Le potassium 40, par exemple, peut se transformer en calcium 40 par désintégration β− et en argon 40 par capture électronique. Chaque mode de désintégration est alors caractérisé par une constante de désintégration propre, qu'on peut définir à partir du taux de production des isotopes-fils.
Si un radioisotope P peut se transformer en l'isotope F1 par un premier mode de désintégration et en l'isotope F2 par un second, les taux de production des isotopes-fils sont tous deux proportionnels au nombre d'atomes du père : {\displaystyle \mathrm {d} N_{\mathrm {F} _{1}}/\mathrm {d} t=\lambda _{1}N_{\mathrm {P} }} et {\displaystyle \mathrm {d} N_{\mathrm {F} _{2}}/\mathrm {d} t=\lambda _{2}N_{\mathrm {P} }}, où {\displaystyle N_{\mathrm {P} }}, {\displaystyle N_{\mathrm {F} _{1}}} et {\displaystyle N_{\mathrm {F} _{2}}} désignent les nombres d'atomes du père et des deux fils. Les constantes radioactives des deux modes de désintégration sont respectivement λ1 et λ2. La somme des deux taux de production est égale au taux de destruction du père :
{\displaystyle {\frac {\mathrm {d} N_{\mathrm {F} _{1}}}{\mathrm {d} t}}+{\frac {\mathrm {d} N_{\mathrm {F} _{2}}}{\mathrm {d} t}}=-{\frac {\mathrm {d} N_{\mathrm {P} }}{\mathrm {d} t}}},
d'où l'on déduit aisément que les constantes radioactives s'ajoutent :
{\displaystyle \lambda =\lambda _{1}+\lambda _{2}}.
Ce résultat est cohérent avec l'interprétation probabiliste : la désintégration selon un mode et la désintégration selon un autre mode sont deux processus aléatoires indépendants l'un de l'autre, la probabilité pour qu'un noyau se désintègre par l'un ou l'autre de ces processus est la somme des deux probabilités.